# Die Aushilfe
Die Aushilfe ist ein Thriller von Regisseur Tom Holland, der 1993 produziert wurde.

## Handlung
Der geschiedene Peter Derns ist Manager in einer Lebensmittelfabrik. Zu seiner Entlastung wird die hochqualifizierte Kris Bolin als Assistentin eingestellt, sie leistet gute Arbeit und zeigt sich ihm gegenüber sehr loyal.
Mehrere seiner Konkurrenten sterben durch Unfälle oder Suizid, so dass Peter rasch in der Firmenhierarchie aufsteigt.
Kris möchte auch ein privates Verhältnis mit ihm, was er aber zurückweist.
Peter kommt dahinter, dass Kris seine Konkurrenten getötet haben könnte.

## Bemerkungen
Der Film endet damit, dass Peter Kris der Polizei übergibt. Für den Zuschauer ist mehr oder weniger klar, dass sie hinter all den Unfällen steht, obwohl sie kein Geständnis abgibt. Auf die bisherigen Ereignisse wird nicht mehr eingegangen, vieles bleibt im Dunkeln.

## Kritiken
James Berardinelli schrieb auf ReelViews, der Thriller beinhalte zahlreiche Unplausibilitäten. Timothy Hutton wirke nicht überzeugend; Lara Flynn Boyle und Maura Tierney leisteten gute Darstellungen.

„Was als unterhaltsame und gefällige Wirtschaftsgeschichte mit bemerkenswerter Alltagsnähe beginnt, verpufft zusehends in Gewalt- und Totschlagsszenen.“

## Auszeichnungen
- Goldene Himbeere für Faye Dunaway im Jahr 1994.